# St. Maria (Lipprichhausen)

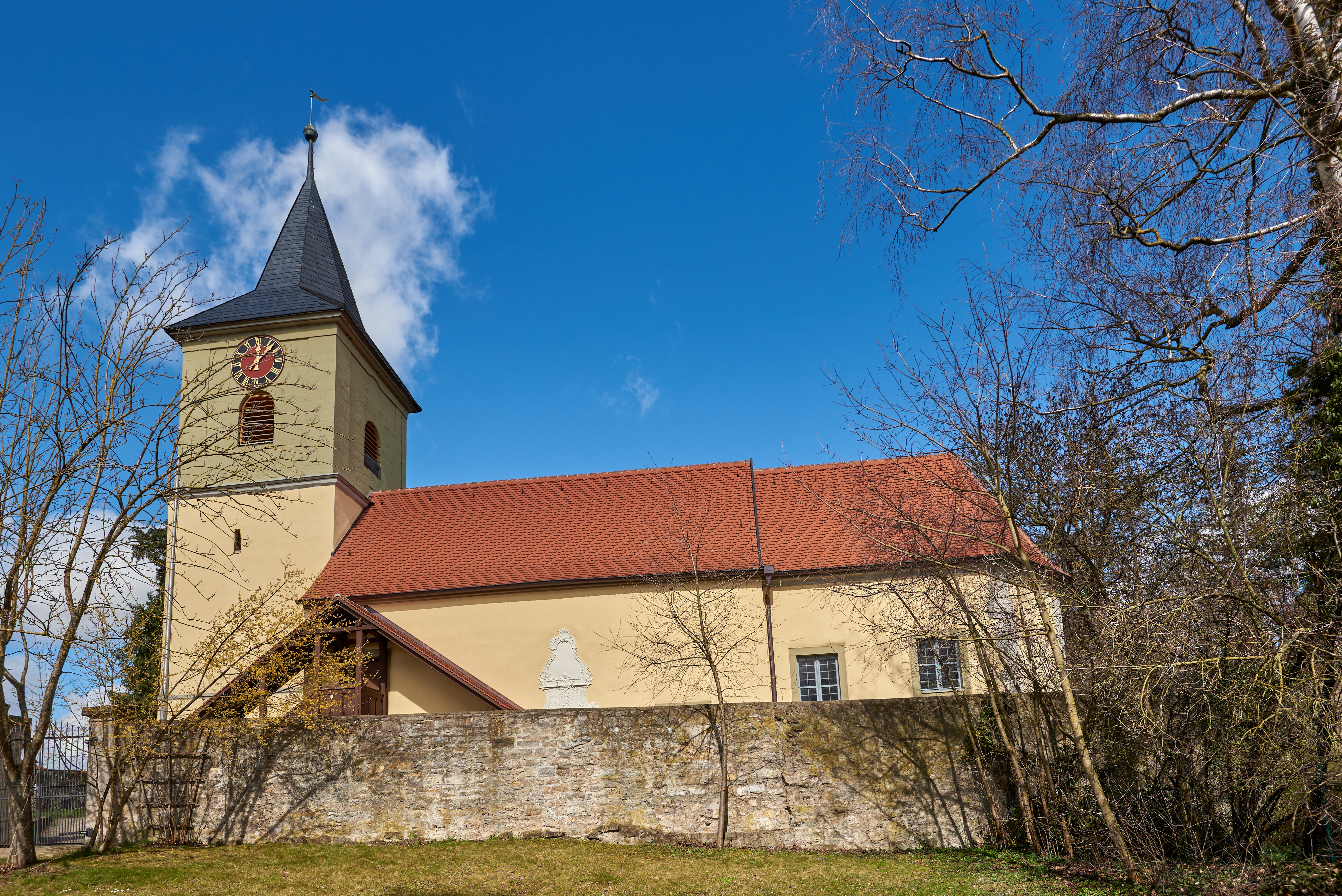
St. Maria in Lipprichhausen

Die evangelische, denkmalgeschützte Pfarrkirche St. Maria steht in Lipprichhausen, einem Gemeindeteil der Gemeinde Hemmersheim im Landkreis Neustadt an der Aisch-Bad Windsheim (Mittelfranken, Bayern). Das Bauwerk ist unter der Denkmalnummer D-5-75-130-17 als Baudenkmal in der Bayerischen Denkmalliste eingetragen. Die Pfarrei gehört zum Dekanat Uffenheim im Kirchenkreis Ansbach-Würzburg der Evangelisch-Lutherischen Kirche in Bayern.

## Beschreibung
Das Erdgeschoss des Kirchturms wurde im 13. Jahrhundert, der eingezogene Chor mit 5/8-Schluss und das Langhaus wurden in der 2. Hälfte des 15. Jahrhunderts gebaut. Der Kirchturm wurde im 18. Jahrhundert aufgestockt, um die Turmuhr und den Glockenstuhl unterzubringen, und mit einem achtseitigen, schiefergedeckten Knickhelm bedeckt. Der Chor ist mit einem Kreuzrippengewölbe überspannt. Im Schluss des Chors wurde eine hölzerne Empore eingebaut, an deren Brüstung befinden sich Gemälde über die vier Evangelisten. Das Langhaus ist mit einer Flachdecke überspannt. Seine Emporen werden von einer Treppe erreicht, die sich außen an der Südwand des Langhauses befindet. Zur Kirchenausstattung gehören ein Altarretabel aus dem 17. Jahrhundert, die Kanzel aus dem späten 16. Jahrhundert und das Taufbecken aus dem 13. Jahrhundert.